# Mesoselenaspidus andersoni
Mesoselenaspidus andersoni är en insektsart som beskrevs av Fonseca 1969. Mesoselenaspidus andersoni ingår i släktet Mesoselenaspidus och familjen pansarsköldlöss. Inga underarter finns listade i Catalogue of Life.